# Jauron
Der Jauron ist ein Fluss in Frankreich, der im Département Puy-de-Dôme in der Region Auvergne-Rhône-Alpes verläuft. Er entspringt im Regionalen Naturpark Livradois-Forez, im nördlichen Gemeindegebiet von Isserteaux, entwässert nach einer Schleife im Quellbereich generell in nordwestlicher Richtung und mündet nach rund 30 Kilometern an der Gemeindegrenze von Beauregard-l’Évêque und Les Martres-d’Artière als rechter Nebenfluss in den Allier. In seinem Unterlauf quert der Jauron die Bahnstrecke Clermont-Ferrand–Saint-Just-sur-Loire.

## Bezeichnung des Flusses
Der Fluss ändert in seinem Verlauf mehrfach seinen Namen:
- Ruisseau de Ribeyres im Quellbereich,
- Ricochet im Oberlauf,
- Madet im Mittelteil und
- Jauron im Unterlauf.

## Orte am Fluss
(Reihenfolge in Fließrichtung)
- Le Gézy, Gemeinde Isserteaux
- La Prunelière Basse, Gemeinde Fayet-le-Château
- Fayet-le-Château
- Billom
- Espirat
- Pironin, Gemeinde Moissat
- Bouzel
- Beauregard-l’Évêque
- Margnat, Gemeinde Beauregard-l’Évêque

## Sehenswürdigkeiten
- Église Saint-Aventin, Friedhofskapelle in Flussnähe, aus dem 10. Jahrhundert, im Gemeindegebiet von Beauregard-l’Évêque – Monument historique[4]